# Dario Vizinger
Dario Vizinger (ur. 6 czerwca 1998 w Čakovcu) – chorwacki piłkarz, grający na pozycji napastnika. 

## Sukcesy

### HNK Rijeka
- Mistrz Chorwacji: 2016/2017

### NK Celje
- Mistrz Słowenii: 2019/2020[3]